# Kryezi
Kryezi – wieś położona w północnej części Albanii w gminie Qafë-Mali. Wieś znajduje się 87 kilometrów od stolicy państwa, Tirany.

## Demografia
Według spisu ludności z 2001 roku we wsi Kryezi mieszkało 1218 mieszkańców.